# Phrurolithus claripes
Phrurolithus claripes är en spindelart som först beskrevs av Wilhelm Dönitz och Embrik Strand 1906.  Phrurolithus claripes ingår i släktet Phrurolithus och familjen flinkspindlar. Inga underarter finns listade i Catalogue of Life.